# 13 octobre 1922
Le vendredi 13 octobre 1922 est le 286e jour de l'année 1922.

## Naissances
- Alan Scott, acteur américain
- Gilberto Mendes (mort le 1er janvier 2016), compositeur brésilien
- Nat Clifton (mort le 31 août 1990), athlète américain
- Jean-Jacques Fouqueteau (mort le 9 janvier 1984), homme politique français

## Autres événements
- Fondation du Club d'aviron Ur-Kirolak
- Création du club Royale Association Marchiennoise des Sports
- Billy Mitchell bat le record de vitesse aérien avec 358.8 km/h
- Initiative populaire « Prélèvement d'un impôt unique sur la fortune »